# Mariä Himmelfahrt (Nonnberg)

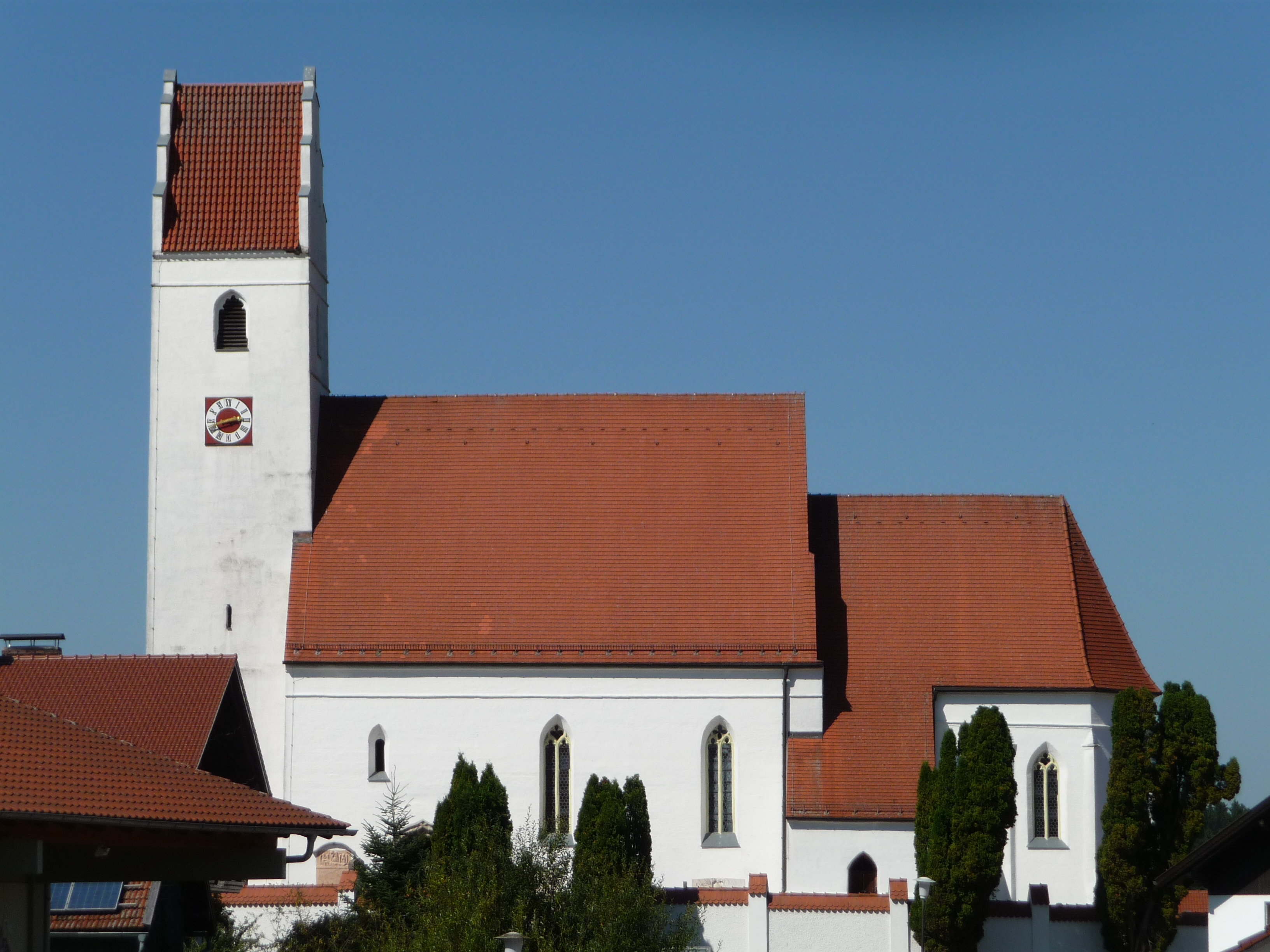
Expositurkirche Nonnberg

Die Expositurkirche Mariä Himmelfahrt ist die katholische Dorfkirche von Nonnberg, einem Gemeindeteil der Gemeinde Pleiskirchen im oberbayerischen Landkreis Altötting. Sie wird von der Pfarrei St. Nikolaus Pleiskirchen im Bistum Passau mitverwaltet.

## Geschichte
Die erste Kirche in Nonnberg wurde Anfang des 13. Jahrhunderts errichtet und 1218 durch Rudiger von Bergheim-Radeck, Bischof von Chiemsee, geweiht. Vermutlich diente sie ursprünglich als Eigenkirche des in unmittelbarer Nachbarschaft gelegenen Meierhofs. Die Kirche unterstand seit ihrer Weihe der Pfarrei in Pleiskirchen, besaß aber spätestens von Beginn des 16. Jahrhunderts an eine eigene Sepultur. 1873 wurde Nonnberg zur Expositur erhoben.
Vom ursprünglichen Kirchenbau ist noch der Turm erhalten. Der spätgotische Chor und das Langhaus stammen vom Anfang des 15. Jahrhunderts und wurden 1427 geweiht. Eine Außenrenovierung erfolgte 1988.

## Architektur und Ausstattung
Die Kirche besteht aus einem dreijochigen Langhaus und einem eingezogenen, ebenfalls dreijochigen Chor mit Dreiachtelschluss. Der Westturm ist mit gotischen Maßwerkfenstern versehen und schließt mit einem Satteldach über Treppengiebeln. Der Raum wird über ein kielbogiges Südportal mit gekehltem Rahmen erschlossen, das ein Türblatt mit reicher Kassettenverzierung und gotischen Beschlägen zeigt. Innen bildet ein Netzgewölbe über flachen Wandpfeilervorlagen den Abschluss, das im Langhaus auf Runddiensten, im Chor auf kurzen Konsolen aufliegt.
Die Fresken wurden auf der Nordseite des Chores 1963 freigelegt und restauriert. Sie zeigen die Zehn Gebote, das Jüngste Gericht und an den Wandpfeilern gemalte Maßwerkformen. 
Oberhalb der steinernen Mensa im Chor ist eine Kreuzgruppe mit Schmerzensmutter, dem Heiligen Michael und Schutzengel vom Ende des 17. Jahrhunderts angeordnet. Nördlich am Chorbogen findet sich eine Schnitzfigur der Muttergottes aus der Mitte des 17. Jahrhunderts.